# Malkaridae
Malkaridae là một họ nhện. Chúng được mô tả đầu tiên bởi Valerie Todd Davies vào năm 1980. Năm 2017, họ nhện khác là Pararchaeidae Forster & Platnick, 1984 được nhập vào họ Malkaridae.
Hiện tại, họ này gồm có 11 chi và 44 loài.

## Các chi và loài
Anarchaea Rix, 2006
- Anarchaea corticola (Hickman, 1969) (Tasmania)
- Anarchaea falcata Rix, 2006 (New South Wales)
- Anarchaea raveni Rix, 2006 (Queensland)
- Anarchaea robusta (Rix, 2005) (Tasmania)

Carathea Moran, 1986
- Carathea miyali Moran, 1986 — Tasmania
- Carathea parawea Moran, 1986 — Tasmania

Chilenodes Platnick & Forster, 1987
- Chilenodes australis Platnick & Forster, 1987 — Chile, Argentina

Flavarchaea Rix, 2006
- Flavarchaea anzac Rix, 2006 (Queensland)
- Flavarchaea badja Rix, 2006 (New South Wales, Lãnh thổ Thủ đô Úc)
- Flavarchaea barmah Rix, 2006 (New South Wales, Victoria)
- Flavarchaea hickmani (Rix, 2005) (Tasmania)
- Flavarchaea lofty Rix, 2006 (South Úc)
- Flavarchaea lulu (Rix, 2005) (Tasmania)
- Flavarchaea stirlingensis Rix, 2006 (Tây Úc)

Forstrarchaea Rix, 2006
- Forstrarchaea rubra (Forster, 1949) (New Zealand)

Malkara Davies, 1980
- Malkara loricata Davies, 1980 — Queensland

Nanarchaea Rix, 2006
- Nanarchaea binnaburra (Forster, 1955) (Queensland)
- Nanarchaea bryophila (Hickman, 1969) (New South Wales, Victoria, Tasmania)

Ozarchaea Rix, 2006
- Ozarchaea bodalla Rix, 2006 (New South Wales)
- Ozarchaea bondi Rix, 2006 (New South Wales)
- Ozarchaea daviesae Rix, 2006 (Queensland)
- Ozarchaea forsteri Rix, 2006 (New Zealand)
- Ozarchaea harveyi Rix, 2006 (Tây Úc)
- Ozarchaea janineae Rix, 2006 (New South Wales)
- Ozarchaea ornata (Hickman, 1969) (Tasmania)
- Ozarchaea platnicki Rix, 2006 (Queensland)
- Ozarchaea saxicola (Hickman, 1969) (Tasmania)
- Ozarchaea spurgeon Rix, 2006 (Queensland)
- Ozarchaea stradbroke Rix, 2006 (Queensland)
- Ozarchaea valida Rix, 2006 (New South Wales)
- Ozarchaea waldockae Rix, 2006 (Tây Úc)
- Ozarchaea werrikimbe Rix, 2006 (New South Wales)
- Ozarchaea westraliensis Rix, 2006 (Tây Úc)
- Ozarchaea wiangarie Rix, 2006 (New South Wales)

Pararchaea Forster, 1955
- Pararchaea alba Forster, 1955 (New Zealand)

Perissopmeros Butler, 1932
- Perissopmeros arkana (Moran, 1986) — New South Wales
- Perissopmeros castaneous Butler, 1932 — New South Wales
- Perissopmeros darwini Rix, Roberts & Harvey, 2009 — Western Australia
- Perissopmeros foraminatus (Butler, 1929) — Victoria
- Perissopmeros grayi (Moran, 1986) — New South Wales
- Perissopmeros mullawerringi (Moran, 1986) — Australian Capital Territory
- Perissopmeros quinguni (Moran, 1986) — New South Wales

Westrarchaea Rix, 2006
- Westrarchaea pusilla Rix, 2006 (Tây Úc)
- Westrarchaea sinuosa Rix, 2006 (Tây Úc)
- Westrarchaea spinosa Rix, 2006 (Tây Úc)

## Hình ảnh

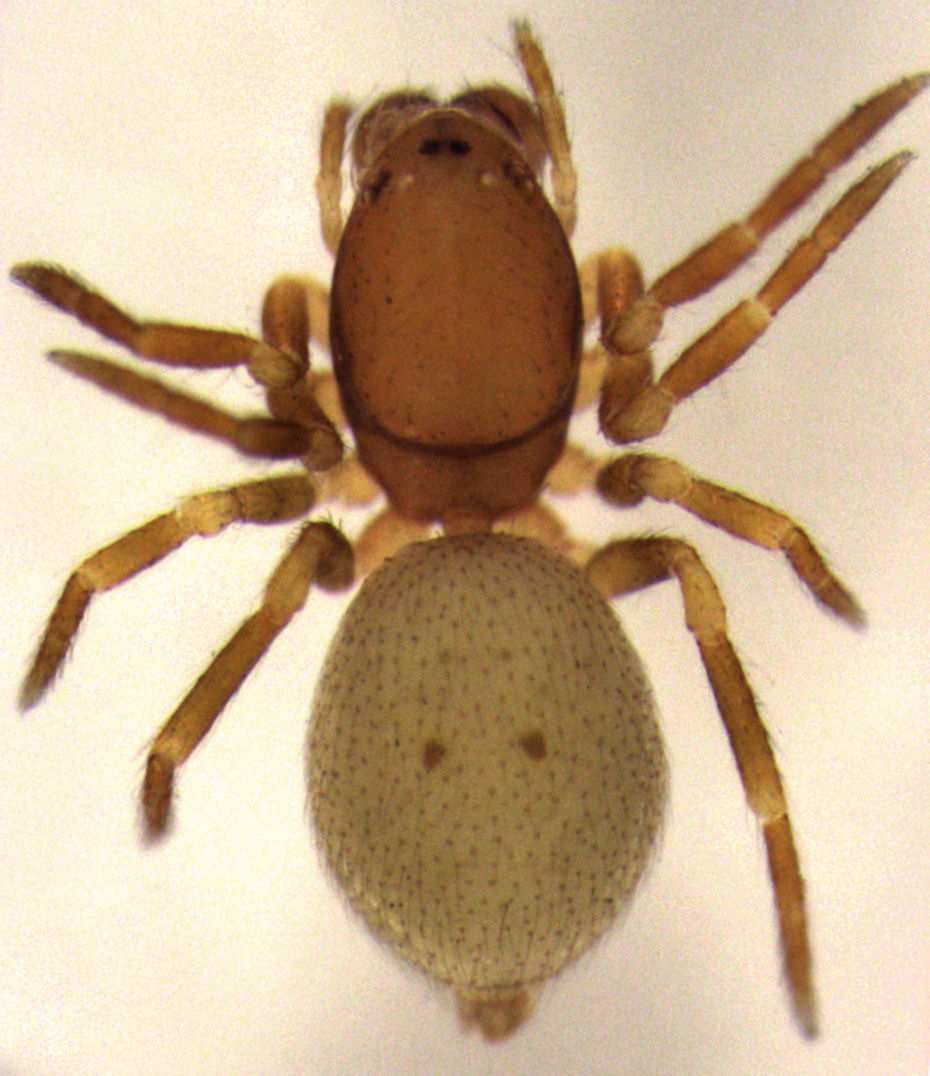
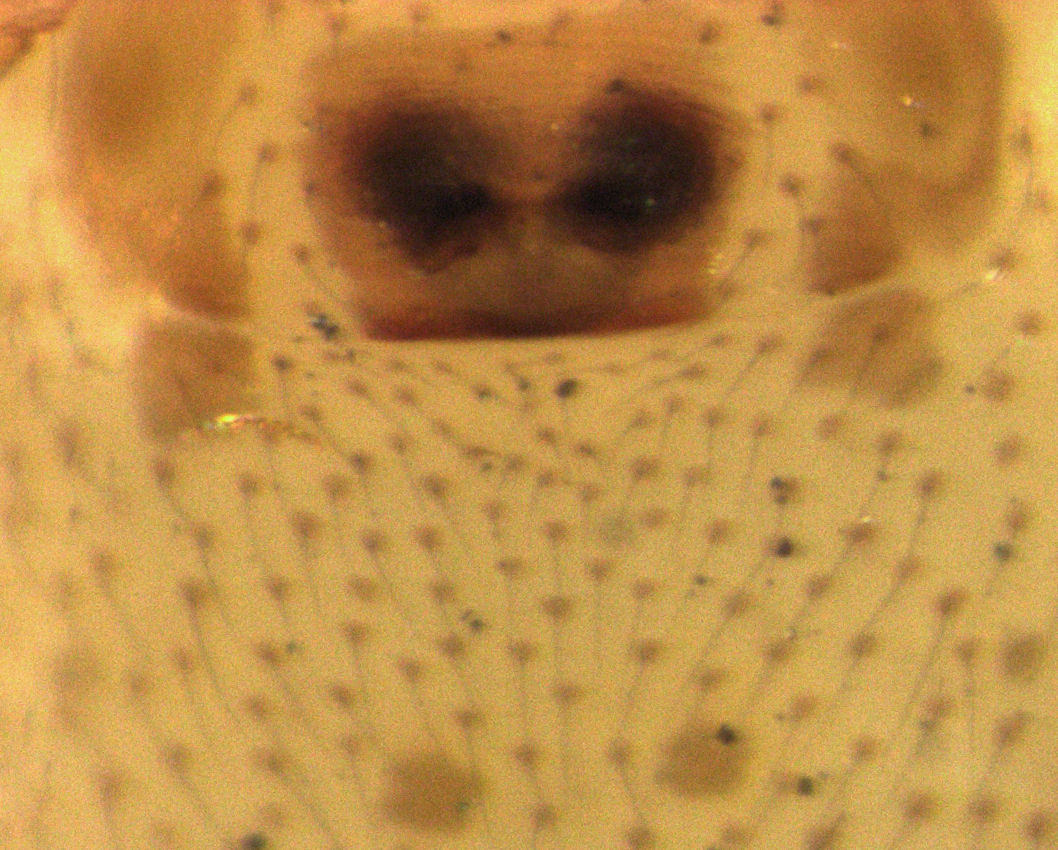
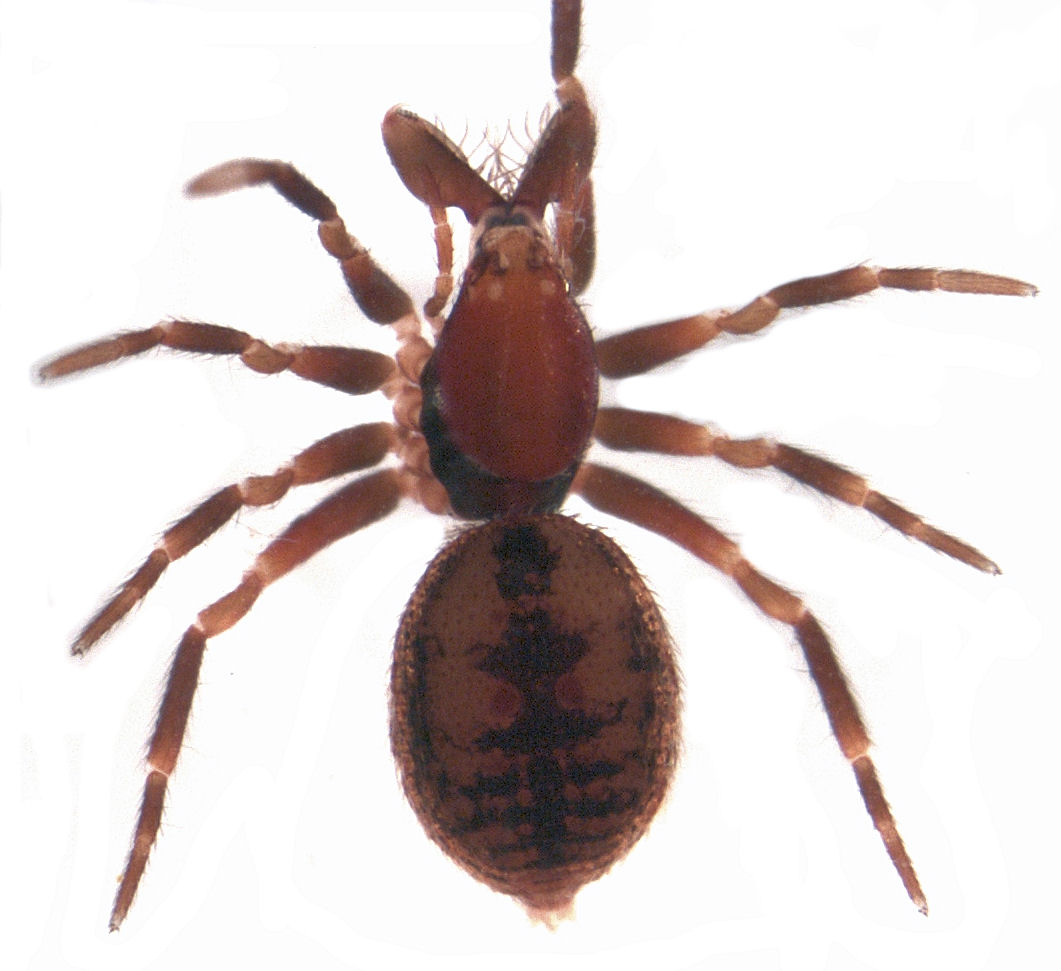